# Mercedes-Benz C178
Mercedes-Benz C178 (eller Mercedes-Benz CLA-klass) är en personbil som den tyska biltillverkaren Mercedes-Benz presenterade den 13 mars 2025.
Den nya CLA-klassen introduceras först som ren elbil med Li-NMC-batterier. Senare kommer Mercedes-Benz att komplettera utbudet med laddhybridbilar med förbränningsmotor.
Versioner:
| Modell           | Årsmodell | Motor                     | Cylindervolym | Effekt | Bränsle                            |
| ---------------- | --------- | ------------------------- | ------------- | ------ | ---------------------------------- |
| CLA              | 2026-     | M252: 4-cyl radmotor DOHC |               |        | Direktinsprutning, turbo + elmotor |
| CLA250+ EQ       | 2025-     | 1 st asynkronmotor        |               | 200 kW |                                    |
| CLA350 4MATIC EQ | 2025-     | 2 st asynkronmotorer      |               | 260 kW |                                    |